# 2024年莫三比克船難
2024年莫三比克船難於2024年4月7日發生於莫三比克北部外海。涉事船隻Zico是由漁船改裝、非法載客的渡輪，在由莫三比克楠普拉省莫蘇里爾區隆加開往莫三比克島的途中沈沒，造成超過百人死亡，其中許多為兒童，僅有12人生還，目前仍有約20人下落不明。
本次船難的船上共載有約130人。莫三比克北部正爆發霍亂疫情，許多人因與疫情相關的假消息而欲逃離當地，造成船隻嚴重超載；另外也有乘客為前往莫三比克島參加活動。
事發後船隻已被拉回岸上。許多乘客的遺體被沖上岸後依伊斯蘭教的喪葬習俗快速埋葬。4月10日至12日為莫三比克對本次船難的全國哀悼日。